# Prix du deuxième roman
Le prix du deuxième roman est un prix littéraire français créé en 2000 à l'initiative de l'écrivain Daniel Pennac pour encourager à la publication d'une deuxième œuvre, dont l'écriture est réputée souvent difficile. Le prix originel a désormais disparu bien que diverses associations de lecture (notamment « Lecture en tête » qui relance un prix similaire en 2011.) tentent de raviver des prix sous le même intitulé, telle que les Rencontres du IIe titre, créées en 2002 par la librairie Colophon à Grignan Drôme, à l’initiative de Chantal Bonnemaison. 
Depuis 2002, ces rencontres, rebaptisées Festival du 2e roman Grignan en 2017, se sont étoffées et modifiées. Le festival est toujours programmé un week-end de mai.
De 2003 à 2008, trois écrivains de IIe titre étaient invités ; ils devaient à leur tour choisir un autre écrivain pour des cafés littéraires à deux voix.
En 2006, une table ronde réunissant les six écrivains a été instaurée.
En 2009, des changements sont intervenus. La table ronde a été maintenue. Quatre écrivains ont été invités pour la parution de leur deuxième roman. Un prix des « Rencontres du IIe titre » a été créé. Les délibérations se déroulent avant la manifestation. Le jury est composé du comité de lecture, et le président (depuis 2012) est un auteur déjà invité pour son deuxième roman. Le nom du lauréat (un des quatre invités) est annoncé en clôture du festival.
En 2017 ont été ajoutés aux cafés littéraires et à la table ronde, des lectures et une seconde table ronde réunissant les quatre écrivains sur le thème de la place du lecteur.
Les lauréats :
2019 Catherine Poulain Le cœur blanc Éditions l’Olivier		
2018 Timothée Demeillers Jusqu’à la bête Éditions Asphalte		
2017 Philippe Matthieu Hausse de l’abstention Éditions Buchet-Chastel	
2016 Isabelle Stibbe Les Maîtres du printemps Éditions Serge Safran	
2015 Christian Astolfi Une peine capitale Éditions Flammarion	
2014 Raphaëlle Riol Amazones Éditions du Rouergue	
2013 Caroline Boidé Les impurs Éditions Serge Safran	
2012 Laurent Cachard La partie de cache-cache Éditions Raison Passions	
2011 Pierre Cendors Engeland Éditions Finitude	
2010 Matthieu Jung Principe de précaution Éditions Stock	
2009 Fabienne Swiatly Une femme allemande Éditions la Fosse aux ours
https://colophon-grignan.fr/index.php/festival-2e-roman-grignan/

## Liste des lauréats
Prix originel
- 2000 : Daniel Arsand, En silence (Phébus)
- 2001 : Laurent Mauvignier, Apprendre à finir (Minuit)
- 2002 : Valérie Mréjen, L'Agrume (Allia)
- 2003 : Pierre Senges, Ruines-de-Rome (Verticales)

Prix du deuxième roman de « Lecture en tête » depuis 2012
- 2012 : Camille Bordas, Partie commune (Joëlle Losfeld)
- 2013 : Wajdi Mouawad, Anima (Actes Sud)
- 2014 : Didier Mény, À l'est de la nuit (L'Armançon)
- 2015 : Lucile Bordes, Décorama (Liana Levi)
- 2016 : Alexandre Postel, L'Ascendant (Gallimard)
- 2017 : Yannick Grannec, Le Bal mécanique (Anne Carrière)
- 2018 : Antoine Wauters, Pense aux pierres sous tes pas (Verdier)